# Xanthopimpla flavafemora
Xanthopimpla flavafemora (лат.) — вид перепончатокрылых наездников-ихневмонид рода Xanthopimpla из подсемейства Pimplinae (Ichneumonidae). Название flavafemora дано по признаку жёлтой окраски бёдер (femora — бедро).

## Распространение
Вьетнам (Nghe An, Pu Mat NP, центральная часть страны).

## Описание
Среднего размера перепончатокрылые насекомые. Основная окраска жёлтая с небольшими чёрными пятнами. Длина тела 17 мм, переднего крыла 15 мм. Скутеллюм конический с срединным острием, латеральный край на вершине выше, чем медиально; 3-й тергит умеренно густо пунктирован; тергиты метасомы с двумя чёрными пятнами; ножны яйцеклада в 0,8 раза длиннее задних голеней. Лимонно-жёлтый наездник; усики чёрные, скапус, цветоножка и первый жгутик снизу желтоватые; глазковое поле и лоб чёрные; задний склон темени и затылочное поле в основном чёрные; среднеспинка с срединной чёрной полосой, соединенной сзади с чёрной меткой впереди щитка, две латеральные чёрные метки имеются на уровне тегулы, не соединены с латеральным гребнем среднеспинки; тегула сзади чёрная; проподеум с чёрным пятном в первом латеральном поле; средняя нога с основанием 0,2 голени и основанием основания лапки чёрные; задний вертлуг отмечен чёрным; базальные 0,15 голени и основание базитарсуса чёрные; крылья прозрачные с затемненным краем, птеростигма и жилки чёрные, кроме базальных 0,6 ребра желтоватые; метасомальные тергиты с двумя чёрными пятнами, чёрные пятна на 6-м тергите маленькие, примерно в 0,25 раза шире чёрных пятен на 5-м тергите. Предположительно, как и близкие виды паразитирует на гусеницах и куколках бабочек (Lepidoptera). Вид был впервые описан в 2011 году энтомологами из Вьетнама (Nhi Thi Pham; Institute of Ecology and Biological Resources, 18 Hoang Quoc Viet, Ханой, Вьетнам), Великобритании (Gavin R. Broad; Department of Entomology, Natural History Museum, Лондон, Великобритания), Японии (Rikio Matsumoto; Osaka Museum of Natural History, Осака, Япония) и Германии (Wolfgang J. Wägele; Zoological Reasearch Museum Alexander Koenig, Бонн, Германия). Xanthopimpla flavafemora сходен с видом Xanthopimpla pedator и Xanthopimpla brachyparea отличаясь более редко пунктированным 3-м тергитом и полностью жёлтым задним бедром. Новый вид отличается от X. brachyparea ещё и наличием чёрных пятен на 2-м и 6-м тергитах.